# Paraguaçu (gemeente)
Paraguaçu is een gemeente in de Braziliaanse deelstaat Minas Gerais. De gemeente telt 20.429 inwoners (schatting 2009).

## Aangrenzende gemeenten
De gemeente grenst aan Alfenas, Campos Gerais, Cordislândia, Elói Mendes, Fama, Machado en Três Pontas.

## Verkeer en vervoer
De plaats ligt aan de wegen BR-491 en MG-453.